# Kloostermolenpolder (Scheemda)
De Kloostermolenpolder is een voormalig waterschap in de provincie Groningen.
Het waterschap, dat zonder de tussenkomst van provinciale staten werd opgericht, had zich tot taak gesteld de bemaling te verzorgen van gronden bij Scheemda en die te laten uitslaan op het Westerleesche Dwarsdiep.
Waterstaatkundig gezien ligt het gebied sinds 2000 binnen dat van het waterschap Hunze en Aa's.
Bij Ten Boer lag eveneens een waterschap met dezelfde naam.